# Enya Baroux
Pour les articles homonymes, voir Baroux.
Enya Baroux, née le 19 août 1991 à Rouen (Seine-Maritime), est une actrice, réalisatrice et scénariste française.

## Biographie
Née en 1991 à Rouen, Enya Baroux est la fille de Caroline Dubacq et d'Olivier Baroux, filleule de Kad Merad. Après une formation théâtrale au Centre culturel de Rueil-Malmaison, elle intègre l'École supérieure de réalisation audiovisuelle.
Elle devient assistante mise en scène sur des tournages, notamment sur Les Tuche 2. Elle réalise plusieurs courts-métrages, dont Cache Cash, en 2018, qui remporte les prix de la jeunesse et d’interprétation au festival du court-métrage d’humour de Meudon.
Elle joue dans quelques longs métrages, Mais qui a re-tué Pamela Rose ? en 2012, Le Doudou en 2018, Just a Gigolo en 2019, puis tient le premier rôle féminin du film Le Visiteur du futur en 2022.
Avec Martin Darondeau, elle co-réalise en 2024 la série Fleur bleue sur Canal +, dont une deuxième saison sort début 2025,. Cette série, dont elle joue aussi le rôle principal, met en scène des discussions entre une jeune femme, Fleur, et ses rencontres d'un soir. Cela permet d'évoquer, dans des épisodes d'environ trois minutes aussi diffusés sur la chaine YouTube de Studio Bagel où ils cumulent plus de 400 000 vues en mars 2024, divers sujets de société comme l'écologie ou le féminisme.
Elle réalise son premier long métrage, On ira, qui permet à Juliette Gasquet et Hélène Vincent d'obtenir le Prix d’interprétation féminine Embryolisse au Festival de l'Alpe d'Huez en 2025,.

## Filmographie

### Actrice

#### Cinéma
- 2018 : Le Doudou de Julien Hervé et Philippe Mechelen : Marie-Christine Gramont
- 2019 : Just a Gigolo d'Olivier Baroux : Laura
- 2020 : 10 jours sans maman de Ludovic Bernard : l'employée de la crèche
- 2022 : Le Visiteur du futur de François Descraques : Alice

#### Télévision

##### Téléfilm
- 2019 : Peplum : La Folle histoire du mariage de Cléopâtre de Maurice Barthélemy : Juliana

##### Séries télévisées
- 2016 : Léo Mattéï de Michel Alexandre, Jean-Luc Reichmann et Nathalie Lecoultre : Agathe Lalande (saison 4, épisode 4)
- 2019 : Calls de Timothée Hochet : Emma (saison 2, épisode 9)
- 2021 : Cuisine interne de Lucie Moreau et Olivier Treiner : Lou (saison 1, épisodes 3, 4, 5, 6)
- 2023 : La Petite Histoire de France de Jamel Debbouze, Laurent Tiphaine et Frank Cimière : Adélaïde de Pontmadré (saison 5)
- 2023 : Pamela Rose de Ludovic Colbeau-Justin et Julien Rappeneau : Emily Tyler (saison 1, épisode 5)
- 2024 – 2025 : Fleur Bleue d'elle-même et Martin Darondeau : Fleur

### Réalisatrice et scénariste

#### Cinéma

##### Longs métrages
- 2025 : On ira co-écrit avec Philippe Barrière et Martin Darondeau

##### Courts métrages
- 2014 : Je suis un souffle
- 2017 : Je suis grande maintenant
- 2019 : Ton Lapin
- 2019 : Cache-Cash co-écrit et co-réalisé avec Martin Darondeau

#### Télévision

##### Série télévisée
- 2024–2025 : Fleur Bleue co-écrite et co-réalisée avec Martin Darondeau

#### Publicité
- 2025 : BNP Paribas et les ramasseurs de balles de Roland-Garros[14]